# Jitka Bartoničková

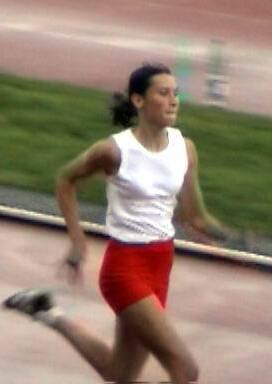

Jitka Bartoničková (pronunciación: ˈjɪtka ˈbartoɲɪtʃkovaː); nació el 22 de diciembre de 1985) es una velocista de la República Checa.

## Mejores marcas
| Event      | Time (sec) | Venue     | Date                  |
| ---------- | ---------- | --------- | --------------------- |
| 60 metros  | 7.75       | Praga     | 21 de febrero de 2006 |
| 100 metros | 12.12      | Pardubice | 3 de agosto de 2006   |
| 150 metros | 17.88      | Praga     | 9 de mayo de 2006     |
| 200 metros | 24.05      | Kladno    | 5 de julio de 2009    |
| 300 metros | 37.95      | Praga     | 9 de mayo de 2006     |
| 400 metros | 52.91      | Göteborg  | 8 de agosto de 2006   |

## Logros
| Year | Competition                | Venue      | Posición | Event           | Notes   |
| ---- | -------------------------- | ---------- | -------- | --------------- | ------- |
| 2006 | European Championships     | Gothenburg | 19º      | 400 m           | PB      |
| 2010 | World Indoor Championships | Doha       | 3º       | 4 x 400 m       |         |
| 2010 | European Championships     | Barcelona  | 17º      | 400 m           |         |
| 2011 | World Championships        | Daegu      | 7º       | 4 x 400 m relay | 3:26.57 |